# حصبه
حَصْبه، تیفوئید یا تب تیفوئید یک بیماری عفونی است که در اثر عفونت باکتری (Salmonella enterica) سویه تیفی ایجاد می‌شود. این بیماری واگیردار بوده و از طریق آب و غذای آلوده به مدفوع شخص بیمار گسترش می‌یابد. علایم بیماری پس از شش تا سی روز از ابتلا بروز کرده و معمولاً با تب بالا، یبوست، درد شکم، ضعف، تهوع خفیف، بی‌اشتهایی و سردرد (درد استخوان) همراه است. در بعضی بیماران لکه‌های قرمزپوستی و گیجی دیده شده و وقوع اسهال نیز غیر معمول است.
این بیماری مختص انسان‌ها بوده و در خون و رودهٔ افراد و سپس نقاط دیگر رشد کرده و تکثیر می‌شود. روش شناسایی این باکتری در بدن بیمار شامل کشت باکتری یا تست دی ان ای باکتری در نمونه‌های مدفوع، خون و مغز استخوان بیمار است. کشت باکتری دشوار است و بهترین روش شناسایی باکتری، تست مغز استخوان است.

## همه‌گیرشناسی

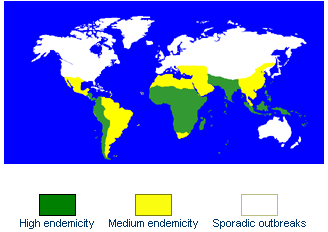
شیوع تب تیفویید در سال ۲۰۰۶

طبق آمار سازمان بهداشت جهانی در سال ۲۰۰۷، تعداد افراد مبتلا به تب تیفوئید بین ۱۶ تا ۳۳ میلیون نفر است، و سالانه بین ۵۰۰٬۰۰۰ تا ۶۰۰٬۰۰۰ مردم از این بیماری تلف می‌شوند.
در سال ۲۰۱۳ حدود ۱۶۱ هزار مرگ به علت حصبه گزارش شده‌است و اکثر این افراد نوزادان و کودکان و افراد مسن در جنوب و جنوب شرق آسیا هستند. در آمریکا حدود ۴۰۰نفر به‌طور سالیانه به این بیماری مبتلا می‌شوند که ۷۵درصد این افراد طی سفر به مناطق و کشورهای با شیوع بالای این بیماری مبتلا شده‌اند.
در مجموع تب تیفوئید در کشورهای پیشرفته بسیار نادر است. شیوع آن در آسیای جنوب شرقی، آسیای مرکزی و جنوب آفریقا بیش‌تر است.

## راه‌های سرایت بیماری
میکروب بیماری تیفوئید از راه دهان وارد دستگاه گوارش شده و از آنجا به سایر نقاط بدن می‌رسد و نشانه‌های بیماری را پدیدار می‌سازد، میکروب باسیل از راه مدفوع به خارج راه می‌یابد مدفوع و صفرا در دوران استقرار بیماری آلوده هستند. گاهی در ادرار و استفراغ بیماران نیز باسیل وجود دارد. بیشتر بیماران در دوران نقاهت هم عامل انتشار میکروب به‌شمار می‌روند.
- سرایت مستقیم: پرستاران و مراقبان بیماران از راه دست‌های خود آلوده می‌گردند. آنهایی که لگن بیمار را برمی‌دارند یا لباس و ملحفه‌های وی را عوض می‌کنند و در معرض آلودگی مستقیم قرار دارند؛ بنابراین اگر کمال نظافت بعد از تماس با مریض رعایت شود آلودگی ناچیز خواهد شد. برخی از پزشکان حصبه را بیماری دست‌های کثیف نامیده‌اند.
- سرایت غیرمستقیم: آب - بهترین منبع آلودگی را تشکیل می‌دهد و این مطلب در آلودگی‌های لوله‌های آب یک محله یا یک قنات و آلوده کردن تعداد زیادی از افراد با ثبات می‌رسد، گذشته از آب، مواد غذایی، شیر و سبزیجات و نرم‌تنان دریایی (صدف‌ها و میگوها و…) نیز ممکن است توسط آب آلوده گردند.
- پیش از این یخ غیربهداشتی یک عامل انتقال بیماری در ایران به‌شمار می‌رفت.
- آلودگی شیر، پنیر تازه توسط آب آلوده یا دست‌های آلوده دیده شده‌است.
- سبزیجات، سبزیجاتی را که با کود انسانی می‌کارند احتمال آلودگی آن زیاد است.
- نرم‌تنان دریائی و صدف‌ها و میگو غیره یکی از منابع آلودگی در کشورهای اروپایی به‌شمار می‌آیند. صدفهایی که در مسیر پساب و رودخانه‌های کثیف قرار می‌گیرند آلوده می‌شوند.
- مگس هم عامل مهمی در پخش بیماری است.
- در آزمایشگاه‌ها افرادی که با کشت و مطالعات این میکروب‌ها سروکار دارند ممکن است تصادفاً آلوده گردند، پزشکان بخش‌های عفونی هم بدلایل بالا بیشتر در معرض آلودگی هستند.
- پودر گوشت، تخم مرغ و سایر مواد غذائی هم ممکن است عامل سرایت بیماری باشند.

## نشانه‌های ابتلا
بیماری به آرامی شروع می‌شود: تب مختصر، خستگی، سرگیجه، کوفتگی، خواب مختل، دهان تلخ و یبوست. به تدریج این علائم شدت می‌یابد، بعلاوه سردرد شدید، درد پیشانی به وجود می‌آید، جوش بر روی سینه ها و شکم، درد کمر و گردن و بیحالی عارض می‌شود، شکم نفخ پیدا کرده کمی دردناک است؛ مخصوصاً در پهلوی راست و پایین شکم درد محسوس است یا به جای یبوست اسهال فرا می‌رسد.
طحال بزرگ می‌شود گاهی خون دماغ وجود دارد. بسیاری از بیماران در چند روز اول بیماری سرفه کرده و نشانه‌های یک برونشیت حاد را دارند. صبح‌ها تب کم بوده و شب‌ها بالا می‌رود تا اینکه در ظرف ۴ تا ۵ روز تب به ۴۱ درجه می‌رسد، نبض نسبت به تب کندتر است.
۵ تا ۸ روز علائم شدت می‌یابد؛ یعنی استقرار بیماری فرا می‌رسد بیمار در رختخواب خود بی‌حرکت می‌افتد و نسبت به اطرافیان بی اعتنا است یا اینکه در بی‌حالی و کوفتگی عمیقی غوطه ور است گاهی هذیان و بی خوابی وجود دارد، بیمار اشیاء مبهمی را در هوا جستجو می‌کند، عطش زیاد دارد لب‌ها و زبان خشک است، اشتها کم است نفخ شکم زیاد و در لمس پهلوی راست و پایین شکم درد وجود دارد. در حصبه سخت، اسهال آبکی وجود دارد. تب دائماً در ۴۰ درجه سانتیگراد باقی‌مانده، صبح و شب کمی با هم اختلاف دارد یعنی صبحها کمتر و شب‌ها زیادتر است.

## مشخصات بیماری
پس از آن که باکتری‌های سالمونلا تیفی وارد دستگاه گوارش شدند، دیوارهٔ روده را سوراخ می‌کنند، و آن‌گاه، توسط ماکروفاژها بلعیده می‌شوند (فاگوسیتوز). در این میان، ساختار این باکتری‌ها جهش یافته و دربرابر آنزیم‌های ماکروفاژها مقاومت پیدا می‌کنند. به این ترتیب، این باکتری‌ها درون ماکروفاژها باقی می‌مانند و توسط دستگاه لنفاوی درون ماکروفاژها تکثیر یافته و در سیستم رتیکولوآندوتلیال (شامل غدد لنفاوی و سلول‌های طحال و کبد)، و سپس در سراسر بدن پخش می‌شوند.
دورهٔ نهفتگی آن حدود یک هفته‌است. روند بیماری تب تیفوئید به‌طور معمول به ۴ دوره تقسیم می‌شود که هر کدام از آن‌ها حدود یک هفته طول می‌کشد. در هفتهٔ اول بیماری دمای بدن فرد اندکی افزایش پیدا می‌کند، و او دچار سردرد، برادی کاردی نسبی (نامناسب با تب)، و در برخی موارد خونریزی بینی و درد شکم می‌شود. در این مدت تعداد گلبول‌های سفید خون وی کاهش می‌یابند. سپتیسمی (ورود باکتری به خون) در این مرحله رخ می‌دهد.

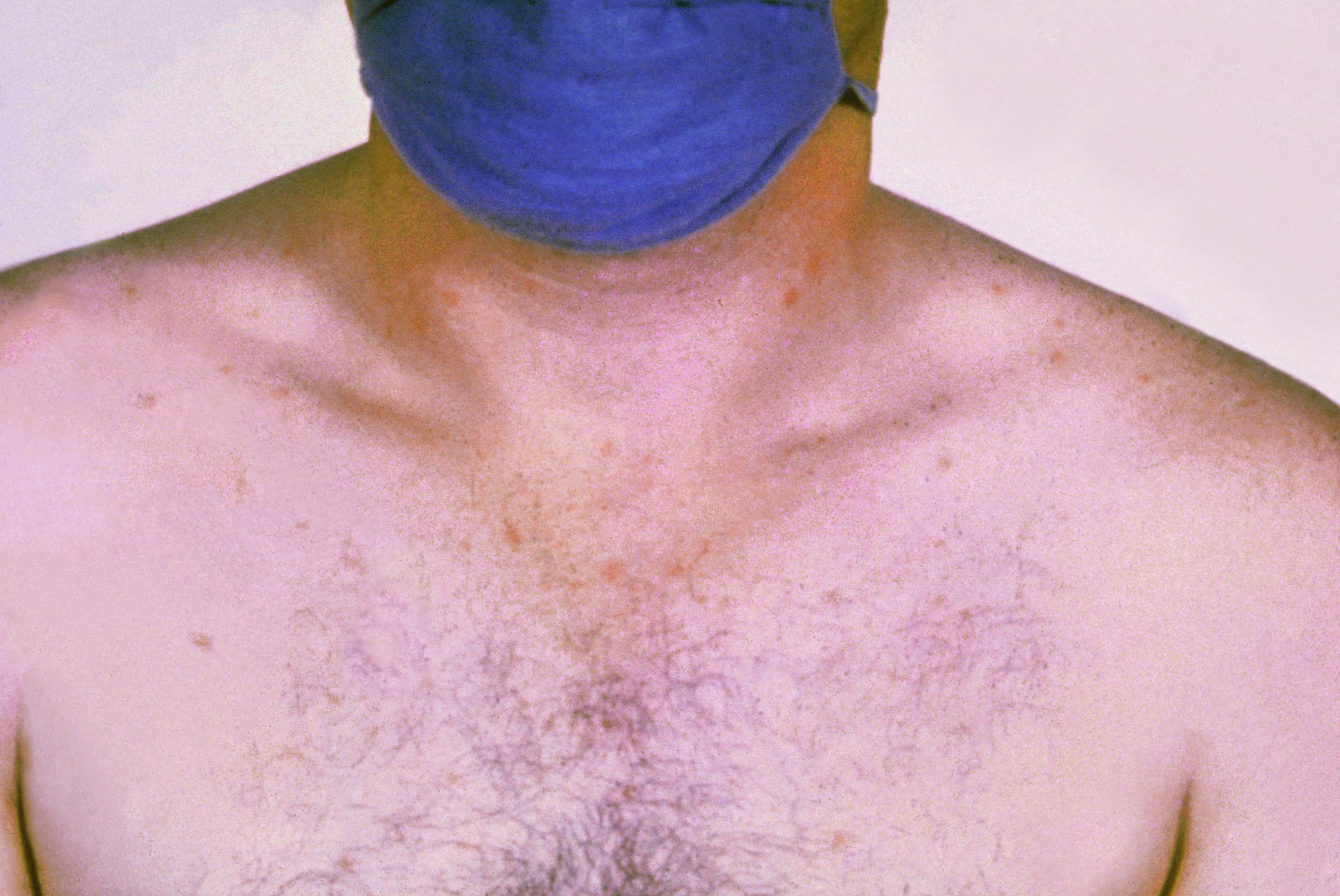
ظاهرشدن کهیرهایی قرمزرنگ بر روی قفسهٔ سینه و شکم یکی از علایم تب تیفویید است.

در هفتهٔ دوم بیماری، فرد دچار تبی حدود ۴۰ درجه سانتی‌گراد، همراه با تعرق ولی بدون افزایش تعداد نبض می‌شود. این تب می‌تواند موجب هذیان نیز شود. در برخی از بیماران (حدود یک‌سوم آنان)، کهیرهایی قرمزرنگ بر روی پوست شکم یا قفسهٔ سینه ظاهر می‌شوند. درد یا ورم شکم، اسهال (و در برخی افراد یبوست) و بزرگ شدن طحال (اسپلنومگالی) از دیگر علایم این دوره هستند.
در هفتهٔ سوم، تب هم‌چنان بالا می‌ماند، و فرد می‌تواند دچار خون‌ریزی در روده شود. از بین بردن باکتری‌های سالمونلا تیفی موجب آزاد شدن اندوتوکسین آن‌ها می‌شود. این ماده گاهی موجب سوراخ شدن دیواره‌های روده و خون‌ریزی و در مواردی پری تونیت و حتی سپتی سمی شده، که موارد فوق می‌توانند مرگ‌آور باشند (احتمال آن حدود ۳۰٪ است). خستگی و اغتشاش ذهنی از دیگر علایم این دوره هستند. مواردی از کوله سیستیت، آبسه‌های متاستاتیک، و انسفالیت نیز در این فاز دیده شده‌اند. احتمال تب در روزهای آخر هفته قدری کاهش می‌بابد.
در مرحلهٔ چهارم، تب به آهستگی کاهش می‌یابد، و سایر علایم بیماری ناپدید می‌شوند.

## عوارض حصبه
بدون استفاده از روش درمانی مناسب این بیماری می‌تواند بین ۱۰–۲۰درصد کشنده باشد. برخی از بیماران دچار تب دائمی، برادیکاردی، ذات الریه، درد و مشکلات جدی گوارشی، پوستی و مغزی می‌شوند.
بیشترین میزان مرگ و میر در کودکان زیر چهار سال رخ داده و همچنین ۲ تا ۵درصد از بیماران بهبود یافته ناقل دائمی این بیماری خواهند بود.

## تشخیص آزمایشگاهی
تشخیص بیماری از طریق بررسی خون، مغز استخوان یا کشت مدفوع قابل انجام است. یکی از روش‌های معمول تست ویدال است که با استفاده از واکنش آنتی‌ژن و آنتی‌بادی‌ها حضور باکتری بررسی می‌شود. این روش زمان بر است و دقت کمی داشته و احتمال بروز خطا و نتایج مثبت یا منفی کاذب در این تست وجود دارد.
اخیراً تست‌های فوری و با دقت بالا تولید شده و در دسترس هستند که از میان آن‌ها می‌توان به تست‌های Test-it، تست Tubex و تست Typhidot اشاره کرد.

## پیشگیری

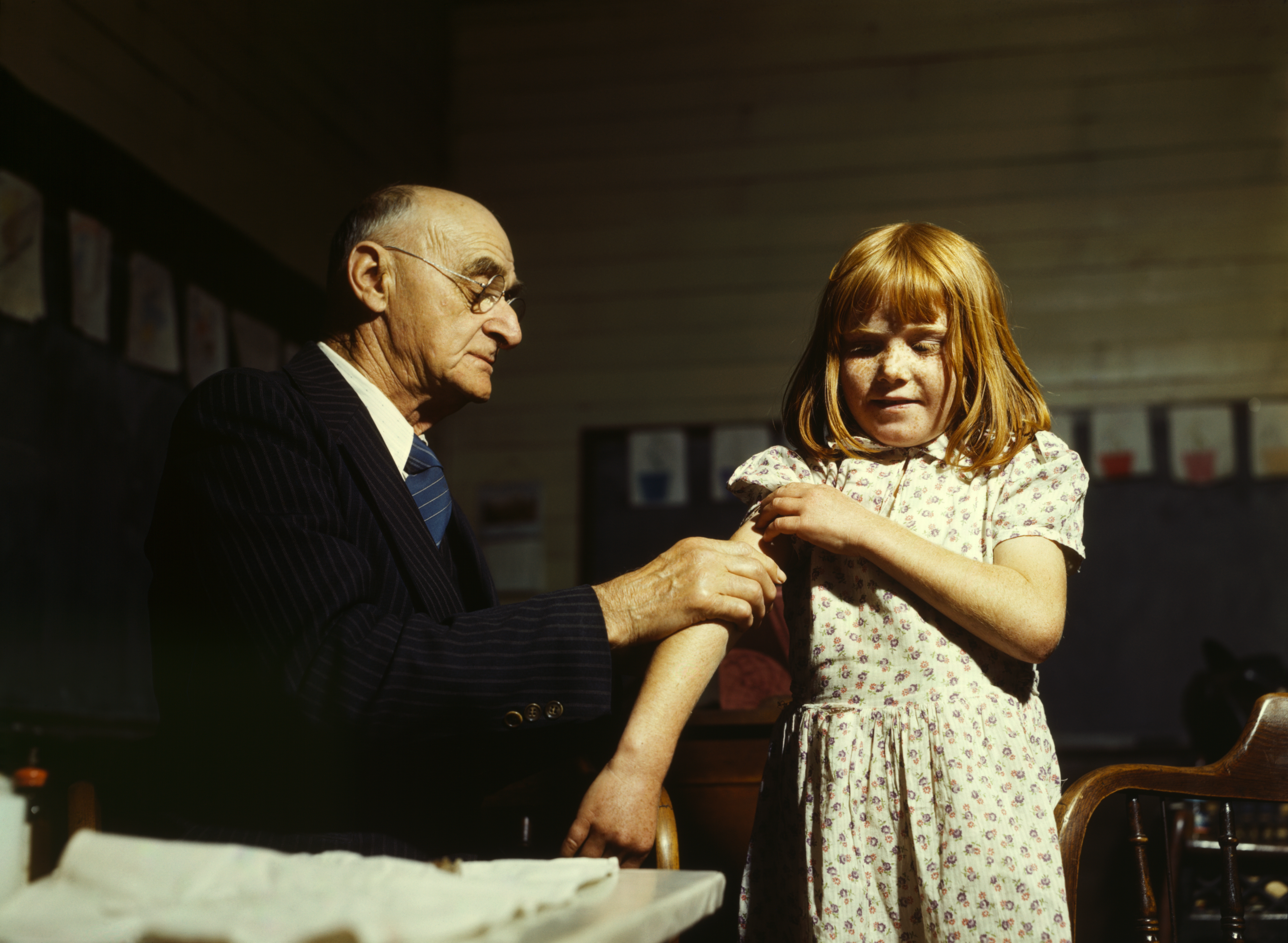
پزشکی در حال تزریق واکسن در مدرسه ای در تگزاس ـ سال ۱۹۴۳

مهم‌ترین موارد جهت پیشگیری از این بیماری رعایت بهداشت و تصفیه و دفع مناسب فاضلاب و زباله‌ها است. با افزایش بهداشت و شستشوی دست‌ها و دقت در سلامت غذایی و کلرزنی آب آشامیدنی میزان بروز این بیماری به شدت کاهش پیدا می‌کند. همچنین با بالا رفتن بهداشت تعداد حشرات پخش کنندهٔ بیماری‌ها همچون مگس‌ها کاهش چشمگیر پیدا می‌کند.

## واکسیناسیون
تا کنون دو گونه واکسن برای پیشگیری از حصبه تولید شده‌اند.
واکسن خوراکی و واکسن تزریقی که هر دو مؤثر بوده و استفاده از آن‌ها برای ساکنین مناطق شیوع بیماری و افرادی که قصد سفر به آن مناطق را دارند توصیه می‌شود. واکسیناسیون یادآوری هر دو سال یک بار برای نوع تزریقی و هر پنج سال یک بار برای نوع خوراکی باید انجام شود. سازمان بهداشت جهانی برای مناطق مستعد بیماری برنامه‌های واکسیناسیون را ترتیب داده و با انجام این برنامه‌ها به نتایج مثبتی رسیده‌است به طوری که در سال ۲۰۱۹ تعداد کودکان مبتلا به حصبه در مناطق مذکور به میزان ۸۱درصد کاهش یافته‌است.

## درمان
مایعات و الکترولیت
باید به بیماران مقادیر کافی مایع رسانده شود و برای این منظور تشویق بیماران به نوشیدن مایعات زیاد لازم است. توجه به تعادل آب و الکترولیت از مهم‌ترین اقدامات است.

## درمان آنتی‌بیوتیکی
بیماری حصبه در صورت درمان مناسب در اکثر موارد کشنده نبوده و قابل درمان است و با استفاده از آنتی‌بیوتیک‌ها نرخ مرگ و میر به کمتر از یک درصد می‌رسد.
در مواردی که مقاومت آنتی‌بیوتیکی وجود ندارد می‌توان از آنتی‌بیوتیک‌های مرسوم مانند سیپروفلوکساسین استفاده کرد. در سایر موارد می‌توان از سفالوسپورین‌های نسل سوم مانند سفوتاکسیم و سفتریاکسون استفاده کرد. سفیکسیم نیز به عنوان آنتی‌بیوتیک خوراکی مناسب است.

## جراحی
در صورت ایجاد شکاف یا سوراخ‌های ناشی از حصبه در دستگاه گوارش بیمار به خصوص در روده‌ها، بیمار احتیاج به جراحی خواهد داشت.